# Agraecina scupiensis
Espèce
Agraecina scupiensis est une espèce d'araignées aranéomorphes de la famille des Liocranidae.

## Distribution
Cette espèce se rencontre en Macédoine du Nord et en Grèce.

## Description
Le mâle holotype mesure 4,68 mm et la femelle paratype 5,04 mm.

## Étymologie
Son nom d'espèce, composé de scupi et du suffixe latin -ensis, « qui vit dans, qui habite », lui a été donné en référence au lieu de sa découverte, Scupi.

## Publication originale
- Deltshev & Wang, 2016 : A new Agraecina spider species from the Balkan Peninsula (FYR Macedonia) (Araneae: Liocranidae). Zootaxa, no 4117(1), p. 135-140.